# 集合間の関係を表す記号
集合間の関係を表す記号には、集合と集合の関係を表す記号や集合と要素の関係を表す記号がある。
集合間の関係は数論における等差関係とは異なり、数論における不等号(<)とは異なる記号が用いられる。

## 集合と集合の関係を表す記号

### 部分集合
部分集合の関係を表す場合には「⊆」あるいは「⊇」を用いる。日本の高校数学では「⊂」「⊃」を使うこととなっている。
Aの部分集合がBである場合
A ⊇ B あるいは B ⊆ A
のようにあらわす。

### 部分集合の否定
また、部分集合の否定を表す場合には、「⊄」あるいは「⊅」を用いる。
Aの部分集合がBとならない（Bの集合の中にAに含まれない要素がある）場合
A ⊅ B あるいは B ⊄ A
のようにあらわす。

### 真部分集合
真部分集合の関係を表す場合には「⊂」と「⊃」。日本の高校数学のごとく部分集合に「⊂」を使う流儀の場合、「⊊」と「⊋」を真部分集合に用いることがある（ただし前述の高校数学において真部分集合に対応する記号は存在しない）。
Aの真部分集合がBである場合
A ⊃ B ( A ⊋ B ) あるいは B ⊂ A( B ⊊ A )
のようにあらわす。

## 集合と要素の関係を表す記号
集合の要素を表す場合には「∈」あるいは「∋」を用いる。
Aの集合の要素がaである場合
a ∈ A あるいは A ∋ a
のようにあらわす。
また、集合の要素の否定を表す場合には「∉」を用い
b ∉ A
のようにあらわす。

## 符号位置
| 記号 | Unicode | JIS X 0213 | 文字参照                 | 名称                           |
| ---- | ------- | ---------- | ------------------------ | ------------------------------ |
| ∈    | U+2208  | 1-2-26     | &isin; &#x2208; &#8712;  | 属する                         |
| ∋    | U+220B  | 1-2-27     | &ni; &#x220B; &#8715;    | 元として含む                   |
| ⊆    | U+2286  | 1-2-28     | &#x2286; &#8838;         | 部分集合                       |
| ⊇    | U+2287  | 1-2-29     | &#x2287; &#8839;         | 部分集合（逆方向）             |
| ⊂    | U+2282  | 1-2-30     | &#x2282; &#8834;         | 真部分集合                     |
| ⊃    | U+2283  | 1-2-31     | &#x2283; &#8835;         | 真部分集合（逆方向）           |
| ⊄    | U+2284  | 1-2-34     | &#x2284; &#8836;         | 部分集合の否定                 |
| ⊅    | U+2285  | 1-2-35     | &#x2285; &#8837;         | 部分集合の否定（逆方向）       |
| ⊊    | U+228A  | 1-2-36     | &#x228A; &#8842;         | 真部分集合2                    |
| ⊋    | U+228B  | 1-2-37     | &#x228B; &#8843;         | 真部分集合2（逆方向）          |
| ∉    | U+2209  | 1-2-38     | &notin; &#x2209; &#8713; | 要素の否定、元の否定           |
| ∌    | U+220C  | -          | &#x220C; &#8716;         | 要素の否定、元の否定（逆方向） |